# Слободан Обрадовић
Слободан Обрадовић (Београд, 1977) српски је драмски писац, драматург и сценариста.

## Биографија
Дипломирао је драматургију на Факултету драмских уметности.
Радио је као позоришни критичар часописа Театрон (од 2004) и Yellow cab (од 2008). Члан је уредништва позоришног часописа „Театрон“.
Члан је уметничког већа Београдског драмског позоришта.

## Дела
- Корус Лајн, 26.10.2005, Београд, Позориште на Теразијама[3]
- Дон Жуан, 01.12.2005, Београд, Битеф театар[3]
- Кичма, 18.12.2008, Београд, Мало позориште 'Душко Радовић'[3]
- Бриљантин, 18.04.2009, Београд, Позориште на Теразијама[3]
- Бог је Ди Џеј, 18.03.2010, Београд, Мало позориште 'Душко Радовић'[3]
- Јуцуца, 08.05.2010, Нови Сад, Српско народно позориште[3]
- Продуценти, 26.02.2011, Београд, Позориште на Теразијама[3]
- Буђење пролећа, 07.03.2012, Ужице, Народно позориште у Ужицу[3]
- Прича, 09.05.2012, Ужице, Народно позориште[3]
- Пинокио, 11.09.2012, Београд, Мало позориште 'Душко Радовић'[3]
- Код вечите славине, 16.04.2014, Београд, Народно позориште[3]
- Леда, 17.04.2014, Зрењанин, Народно позориште 'Тоша Јовановић'[3]
- Виктор Викторија, 11.06.2014, Београд, Позориште на Теразијама[3]
- Потпуно скраћена историја Србије, 19.09.2014, Нови Сад, Позориште младих[3]
- Књига друга, 20.10.2014, Београд, Народно позориште[3]
- Урнебесна комедија, 26.12.2014, Подгорица, Црногорско народно позориште[3]
- Живот стоји, живот иде даље, 02.03.2015, Београд, Битеф театар[3]
- Мама Миа, 27.03.2015, Београд, Позориште на Теразијама[3]
- Марија Стјуарт, 02.12.2015, Београд, Народно позориште[3]
- Sweet Charity, 29.01.2016, Београд, Позориште на Теразијама[3]
- Сирано, 13.05.2016, Београд, Народно позориште[3]
- Народна драма, 17.11.2016, Београд, Народно позориште[3]
- Краљ Лир, 24.01.2017, Ужице, Народно позориште[3]
- Кичма, 10.03.2017, Суботица, Народно позориште[3]
- Ричард Трећи, 24.04.2017, Београд, Народно позориште[3]
- Из живота инсеката, 06.12.2017, Београд, Београдско драмско позориште[3]
- То код нас не може да буде, 15.03.2018, Пирот, Народно позориште[3]
- Какав куплерај, 05.04.2018, Шабац, Шабачко позориште[3]
- Робин Худ, 06.10.2018, Београд, Позориште „Бошко Буха” Београд[3]
- Инсиде оут, 26.10.2018, Београд, Позориште на Теразијама[3]
- Пећина, 26.06.2019, Београд, Театар Вук[3]
- Бродвејске враголије, 05.10.2019, Београд, Позориште на Теразијама[3]
- Радничка хроника, 16.10.2019, Суботица, Народно позориште[3]
- Лилиом, 01.12.2019, Београд, Београдско драмско позориште[3]
- Лепа Брена проџект, 18.12.2019, Београд, Битеф театар[3]
- Посета, 10.03.2020, Ужице, Народно позориште[3][4]
- Ружни, прљави, зли, 08.10.2020, Београд, Београдско драмско позориште[3]
- Демократија, 15.05.2021, Београд, Београдско драмско позориште[3]
- Дванаесто море, 28.06.2021, Ниш, Позориште лутака[3]
- Бог је ди-џеј (режија Милош Лолић)[3]
- Кичма (режија Бојана Јанковић)[3]
- Дон Жуан (режија Ана Ђорђевић)[3]

Сценарији
- Босонога, кратки играни филм, режија - Мина Ђукић
- Корор, кратки експериментални филм, режија - Бранко Сујић